# Kongresshaus Innsbruck

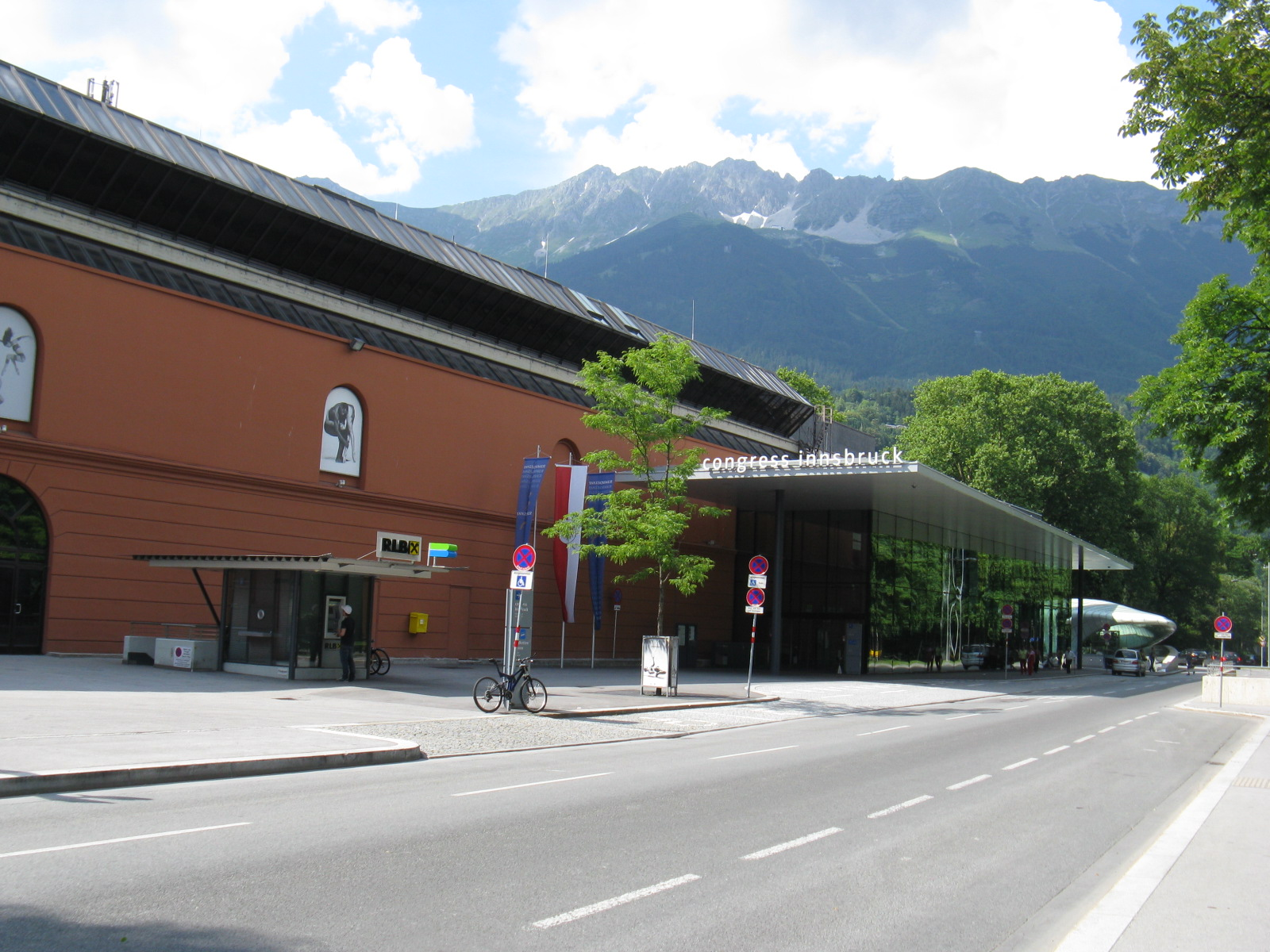
Eingang Rennweg, Dogana

Das Kongresshaus Innsbruck, heute vom Inhaber, der Congress und Messe Innsbruck GmbH, unter der Bezeichnung Congress Innsbruck vermarktet, ist ein Tagungshaus in Innsbruck. Es wurde 1973 an der Stelle der im Zweiten Weltkrieg zerstörten Dogana, einem Ballspielhaus und Theater aus der Renaissancezeit, erbaut.

## Geschichte

### Ballonehaus und Theater
Erzherzog Ferdinand II. ließ die Dogana von 1569 bis 1582 unter der Bauleitung von Alberto Lucchese als modernes Ballonehaus errichten, in dem neben einem damals beliebten Ballspiel aus Italien auch Singspiele aufgeführt wurden. Unter Erzherzog Leopold V. wurde „das große Saalgebäu“ 1629/30 für seine Gattin Claudia von Medici nach Plänen von Christoph Gumpp dem Jüngeren zum ersten überdachten und mit über 100 mal 30 Metern auch einem der größten europäischen Saaltheater seiner Zeit umgebaut. 1654/1655 wurde der Bau zur Hofreitschule umgestaltet und war Vorbild für den Bau der Spanischen Hofreitschule in Wien. Später wurde sie als Universitätsbibliothek, ab dem 19. Jahrhundert als Speicher für Kulissen und Fundus des Landestheaters verwendet. Ihren Namen erhielt die Dogana erst während der bayrischen Besatzung zur Zeit Napoleons, als sie von 1805 bis 1814 ein Zollamt beherbergte.

### Tagungszentrum
1869 fand in der Dogana die erste Tagung in Tirol statt, die Generalversammlung der katholischen Vereine Österreichs. Im Jahr 1893 fand die Tiroler Landesausstellung statt. Das damalige Themenspektrum reichte von Pferden, Rindern und Kleinvieh, Obst- und Gartenbau, Fremdenverkehr, Bau- und Ingenieurwesen, gewerblicher Hygiene bis hin zu Schätzen alttirolischer Kunst und Kunstindustrie. Darauf folgte der Meteorologenkongress von 1897 mit Teilnehmern aus 18 Nationen, darunter für damalige Verhältnisse so exotische Länder wie die Philippinen, Ägypten, Mexiko, Brasilien und die USA.
Im 20. Jahrhundert wurde die Kongresstradition mit der Tagung des Internationalen Frauenrats (Vorstandssitzung 9. bis 12. Juli 1910) fortgesetzt und fand 1924 einen Höhepunkt, als sich Nobelpreisträger in Innsbruck trafen, um über den Menschenflug zu den Planeten zu diskutieren.

### Zerstörung und Neubau
Im Zweiten Weltkrieg wurde die Dogana 1944 durch mehrere Bombentreffer bis auf die Umfassungsmauern zerstört. Die Ruine verfiel in den 1950er und 1960er Jahren.

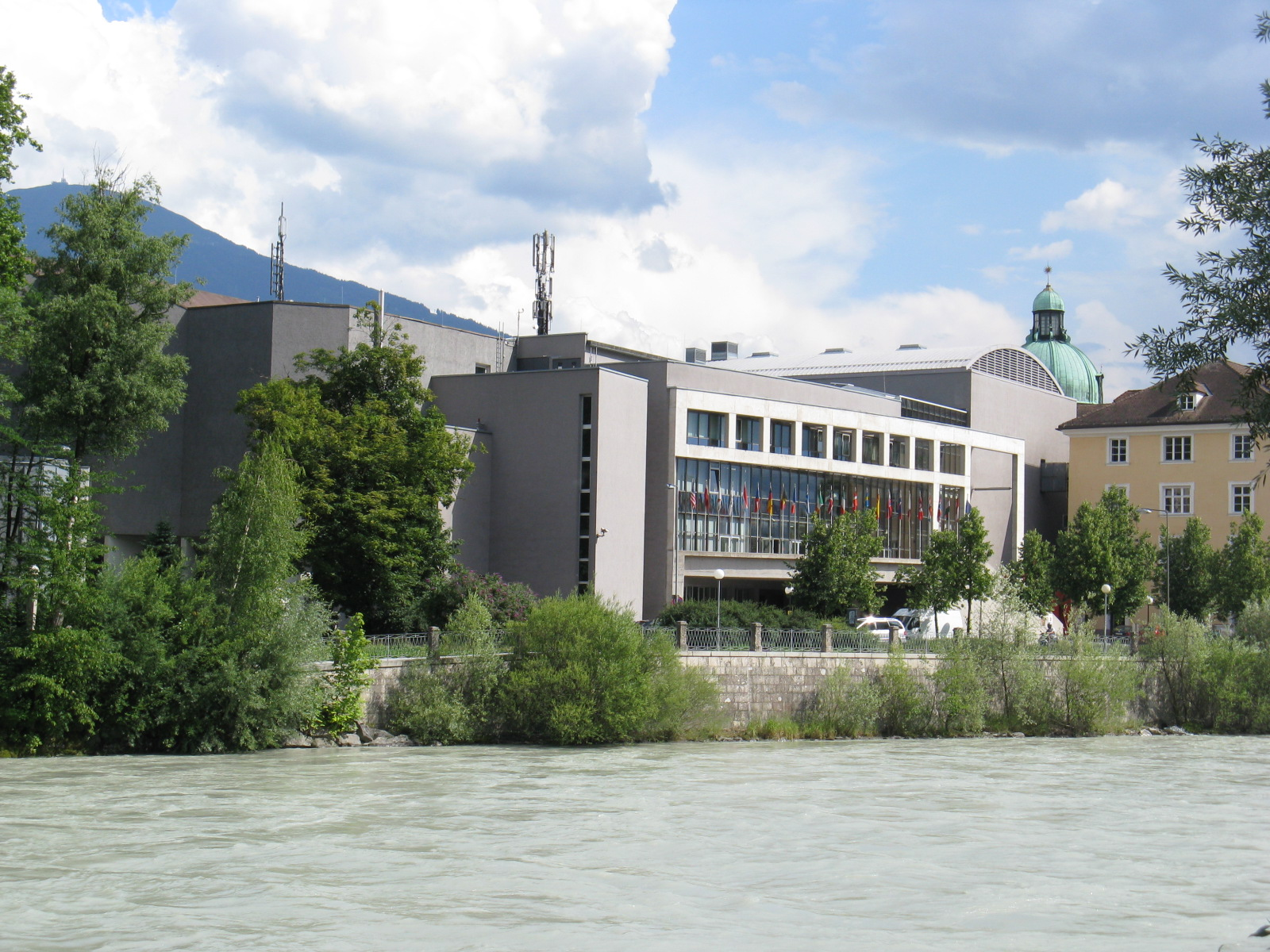
Innseite (Erweiterungsbau 1993–95)

1966 wurde entschieden, die Dogana zum ersten Tiroler Kongress- und Veranstaltungszentrum auszubauen, das schließlich 1973 eröffnet wurde. Beim Bau des Kongresshauses wurden die erhaltenen denkmalgeschützten Umfassungsmauern der Dogana in den großen Saal integriert, der den Namen Dogana erhielt. Der Altbestand ist dabei außen durch die Beibehaltung der alten Baulinie, die als Nischen vermauerten Rundbogenfenster sowie durch die genutete Fassade im Erdgeschoß kenntlich gemacht. Die Arkaden wurden auch in das nördlich anschließende Treppenhaus eingebunden und bilden den Übergang von der Dogana in den modernen Teil. Der Bau wurde von der eigens dafür gegründeten ARGE Kongresshaus (Heinz Marschalek, Georg Ladstätter, Norbert Gantar, Hubert Prachensky, Ernst Heiss, Peter Thurner) geplant, die künstlerische Ausgestaltung erfolgte unter anderem durch Markus Prachensky, Rudi Wach und Fritz Wotruba.
Zwischen 1993 und 1995 wurde das Haus im Zuge des großen Um- und Erweiterungsbaus um 45 Prozent vergrößert und erhielt unter anderem den dringend notwendig gewordenen mittelgroßen Saal Innsbruck für 600 Personen sowie etliche kleinere Säle, Foyers, ein neues Restaurant, ein Café und Bars. Im Jahr 2000 wurde eine Orangerie mit einer Fläche von 400 Quadratmetern im Innenhof eröffnet. Anlässlich der Feiern zum 30. Jubiläum im Oktober 2003 wurden die Säle Brüssel und Straßburg wiedereröffnet.

## Nutzung
Das Kongresshaus wird für Tagungen und Veranstaltungen aller Art genutzt. Das Tiroler Symphonieorchester Innsbruck gibt regelmäßige Konzerte im Saal Tirol des Kongresshauses.